# Rodbina Luthar
Rodbina Luthar (tudi Luttar) je bila plemiška rodbina na območju današnjega Prekmurja.

## Zgodovina
Poplemeniteni so bili 28. avgusta 1596, ko je cesar Svetega rimskega cesarstva in ogrski kralj Rudolf I. podelil plemiško listino in grb Juriju Lutharju iz Sebeborec (Georgius Luttar de Szembiborcz), ter njegovima bratoma: Petru in Andreju. Plemstvo jim je bilo potrjeno še dvakrat in sicer - 1643, ter 1650, ko je Ferdinand III. ponovno potrdil plemiški status sebeborskim Lutharjem. Originalno listino iz leta 1596 hrani Pokrajinski muzej Murska Sobota.

## Znameniti predstavniki
- Mihael pl. Luthar familiar družine Banffy
- Adam pl. Luthar ev. duhovnik, pisatelj in publicist
- Grgo pl. Luthar notar in pisatelj